# Pantanalkat
De pantanalkat (Leopardus braccatus) is een kleine katachtige die voorkomt in Brazilië en het noorden van Argentinië. De soort stond voorheen bekend als ondersoort van de colocolokat (Leopardus colocola), maar werd in 2020 afgesplitst als aparte soort.